# Piliocolobus tholloni
Il colobo rosso di Thollon (Piliocolobus tholloni), noto anche come colobo rosso dello Tshuapa, è una specie di colobo rosso della Repubblica Democratica del Congo e della Repubblica del Congo meridionale. È diffuso a sud del Congo e ad ovest del Lomami. In passato era ritenuto una sottospecie del colobo ferruginoso, ma è stato elevato al rango di specie vera e propria una prima volta da Dandelot nel 1974 ed una seconda da Groves nel 2001.